# Hemleben
Hemleben è una frazione della città tedesca di An der Schmücke.

## Storia
Il 1º gennaio 2019 il comune di Hemleben venne fuso con la città di Heldrungen e con i comuni di Bretleben, Gorsleben, Hauteroda e Oldisleben, formando la nuova città di An der Schmücke.